# Anemone pavonina
Anemone pavonina är en ranunkelväxtart som beskrevs av Jean-Baptiste de Lamarck. Anemone pavonina ingår i släktet sippor, och familjen ranunkelväxter. Inga underarter finns listade i Catalogue of Life.

## Bildgalleri

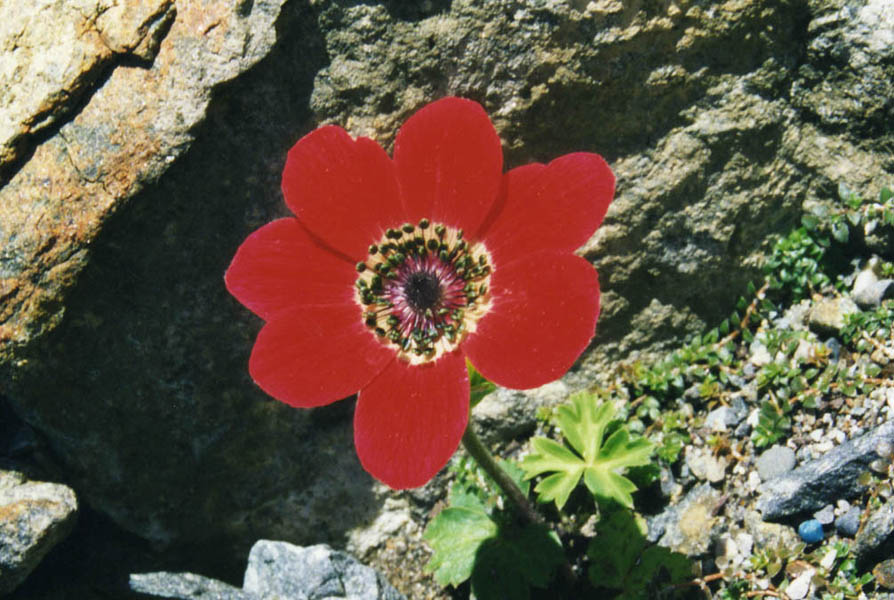
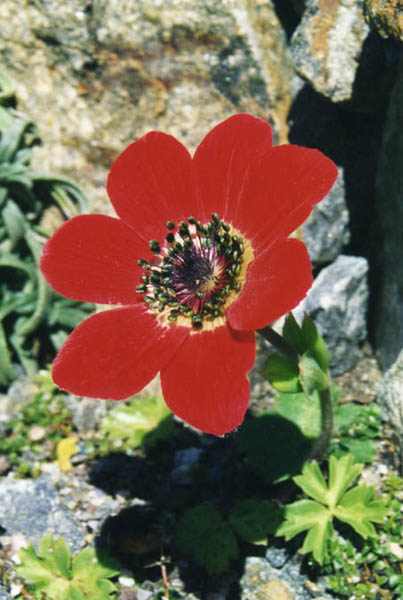
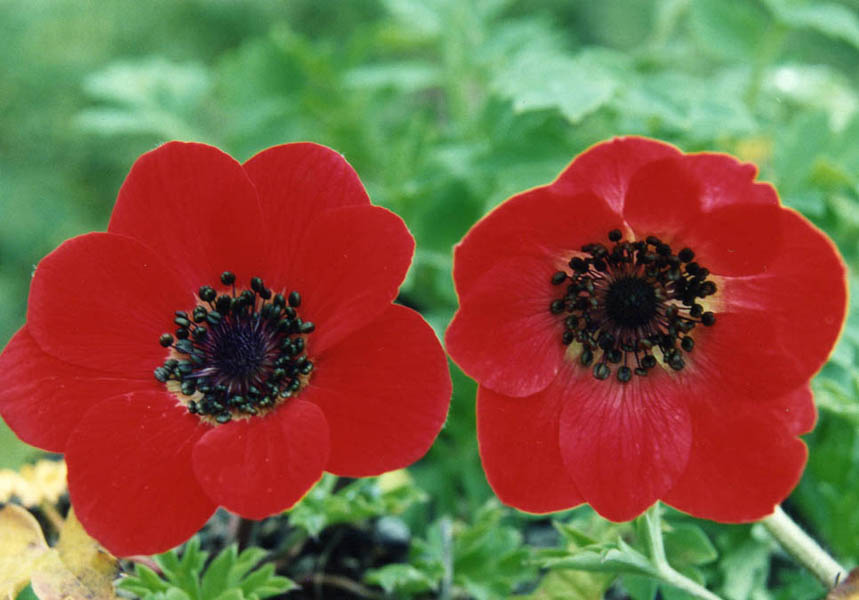
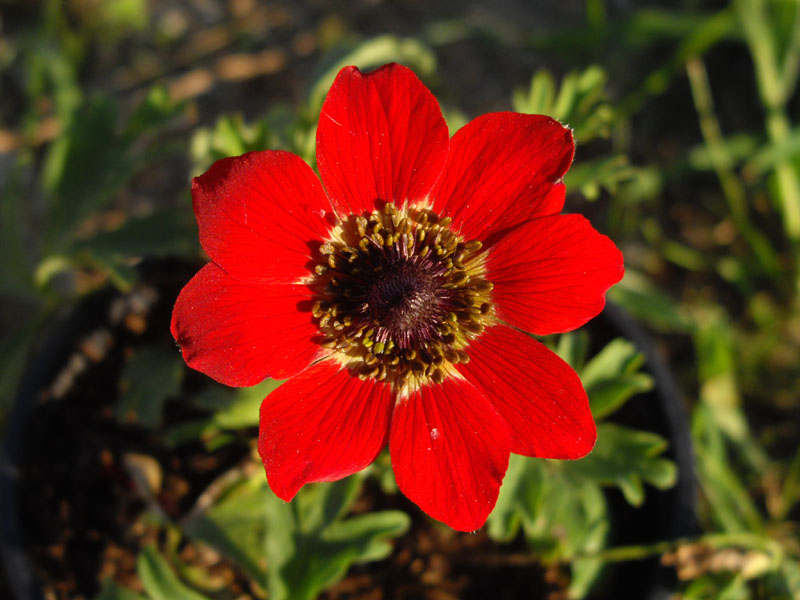
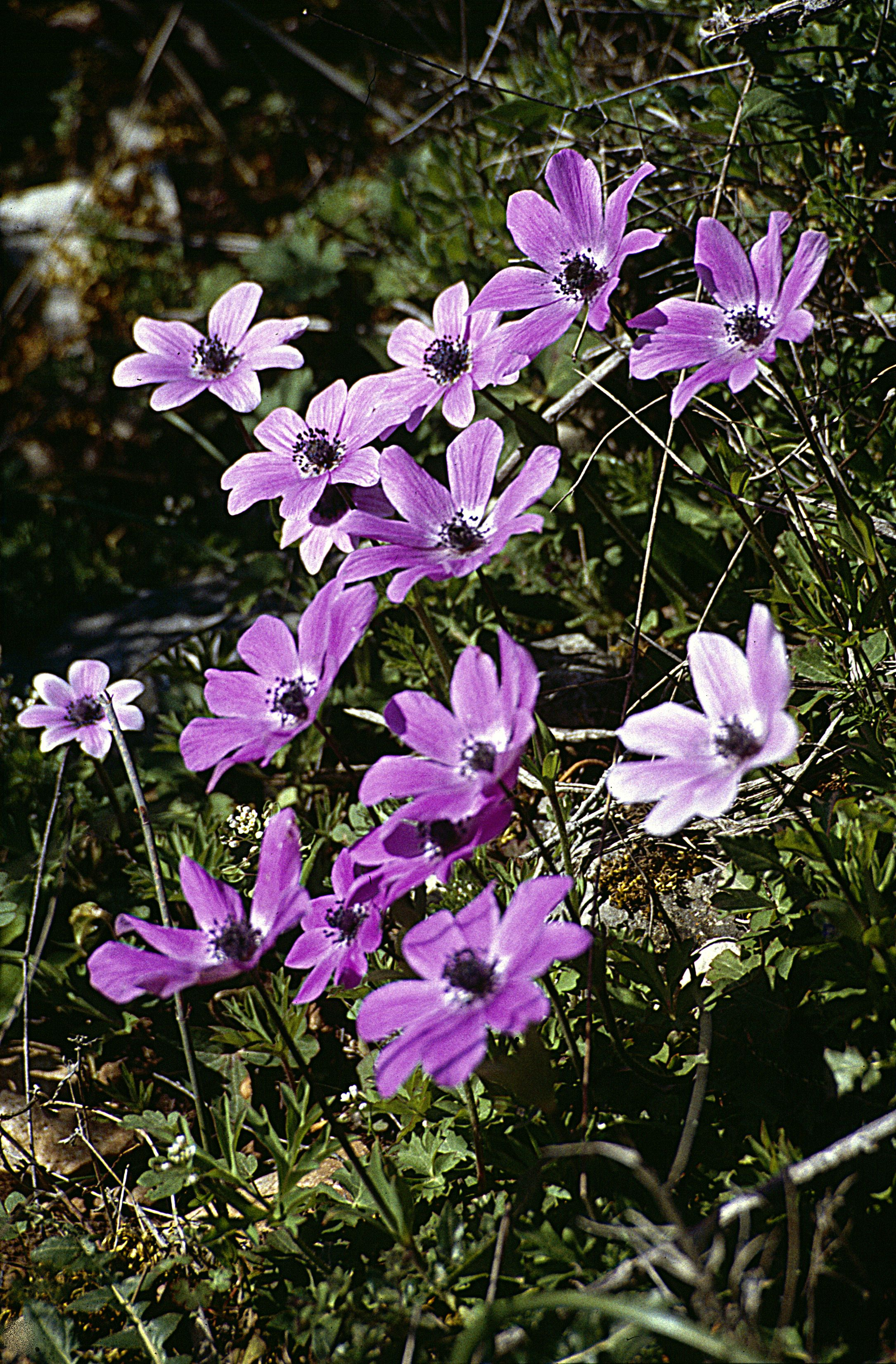